# Bad Moon Rising (groupe)
Pour les articles homonymes, voir Bad Moon Rising et BMR.
Bad Moon Rising (BMR) est un groupe américain de hard rock. Actif entre 1990 et 1998, il se composait du guitariste Doug Aldrich, du chanteur Kal Swan, du bassiste Ian Mayo et du batteur Jackie Ramos.

## Historique
Leur premier album, produit par Mack fait participer les membres d'UFO Michael Schenker et Robin Mcauley, aux côtés de Chuck Wright (ancien bassiste de Quiet Riot), Rocky Newton du Michael Schenker Group et Ken Mary, batteur de Fifth Angel et Alice Cooper. Wright et Mary sont d'anciens associés de House of Lords. Bad Moon Rising tourne intensément au Japon en juin 1991, et est élu Brightest new hope par les lecteurs du magazine Burrn!.
L'album Blood, publié en 1993, comprend une section rythmique de Wright et Mary, cependant Ramos et Mayo apparaissent dans la notice et sont crédités comme membres à temps plein. L'album est publié au Japon en mars, accompagné d'un EP, Blood on the Streets, le mois suivant. Bad Moon Rising revient au Japon en octobre pour d'autres dates. La sortie française de Opium for the Masses s'accompagne d'un EP de morceaux bonus. Ils tournent en mai en France avec Van Halen au Zénith de Paris. Entretemps, Aldrich quitte le groupe et publie deux albums studio solo, le dernier étant Electrovision, sorti en 1997 au Japon.
En novembre 1998, le groupe se sépare officiellement, et Aldrich forme en 1999 un nouveau groupe baptisé Burning Rain, aux côtés de Keith St John au chant.
En 2005, les trois albums de Bad Moon Rising sont réédités en un coffret accompagné de huit morceaux bonus au label italien Frontiers Records, sous le titre The Full Moon Collection.

## Discographie
- 1991 : Full Moon Fever (EP)
- 1991 : Bad Moon Rising
- 1993 : Blood
- 1993 : Blood on the Streets (EP)
- 1995 : Opium for the Masses
- 1995 : Junkyard Haze (EP)
- 1999 : Flames on the Moon
- 2005 : Full Moon Collection